# Ana Cruz Kayne
Ana Cruz Kayne (nacida el 28 de abril de 1984) es una actriz estadounidense, nacida en New Haven, Connecticut, Estados Unidos.

## Carrera
Ana Kayne realizó sus estudios en el Barnard College de la Universidad de Columbia.
En el cine es conocida por sus actuaciones en Barbie, Mujercitas y Jerry & Marge Go Large. Además de tener un papel importante en la próxima serie de Netflix Painkiller.

## Vida personal
Cruz Kayne es de ascendencia filipina y judía.

## Filmografía seleccionada

### Películas
- Barbie (2023) como Barbie Jueza[3]
- Jerry & Marge Go Large (2022) como Heather
- Mujercitas (2019) como Olivia
- Depraved (2019) como Liz
- Another Earth (2011) como Claire

### Televisión
- Painkiller (2023) como Brianna Ortiz (6 episodios)[4]
- The Enemy Within (2019) como Carla Mendoza (2 episodios)
- Louie (2010-2015) como Jasmine (1 episodio, 2010)
- Blue Bloods (2010-presente) como Kelsey Bryson (1 episodio, 2017)
- Law & Order (1990-presente) como Kelsey Bryson (1 episodio, 2009)